# Laura Tesoro
Laura Tesoro (Anversa, 19 agosto 1996) è una cantante, attrice e ballerina belga.
Conosciuta per aver recitato nella nota soap opera fiamminga Famille e per aver conquistato il secondo posto nella terza stagione di The Voice van Vlaanderen, ha rappresentato il Belgio all'Eurovision Song Contest 2016 con la canzone What's the Pressure.

## Biografia

### 1996–2014: infanzia ed inizio della carriera artistica
Nata e cresciuta nelle Fiandre da padre italiano e madre belga, inizia la carriera di attrice nel 2008 nella serie televisiva fiamminga poliziesca Witse interpretando il ruolo di Evy Cuypers; successivamente prende parte ad alcuni musical come Annie e Domino. Nel 2009 si esibisce al Ketnetpop trasmesso dal canale televisivo Ketnet. Dal 2012 al 2014 recita nella soap opera Familie, interpretando il ruolo di Charlotte. Nel 2014 partecipa alla terza stagione di The Voice van Vlaanderen, dove conquista il secondo posto. Durante la partecipazione allo show, canta come corista del cantante Koen Wauters. Lo stesso anno debutta con il singolo Outta Here, che si classifica al 23º posto della classifica dei singoli nazionale.

### 2015–oggi: Eurovision Song Contest
Nel 2015 presenta il suo secondo singolo Funky Love. Nel novembre 2015, la Tesoro viene nominata come una dei cinque partecipanti alle selezioni nazionali per l'Eurovision 2016. Nella prima esibizione, canta una cover della canzone Düm Tek Tek di Hadise, che rappresentò la Turchia durante l'Eurovision Song Contest 2009. Nella seconda serata canta la canzone What's the Pressure (scritta da Selah Sue), che riceve il televoto. Nella finale del 17 gennaio 2016 viene proclamata vincitrice, dopo aver ottenuto i voti del pubblico e della giuria. A seguito della vittoria, ha rappresentato il Belgio nell'Eurovision Song Contest 2016 a Stoccolma, cantando nella seconda semifinale e qualificandosi per la finale del 14 maggio.
Ha doppiato Poppy nel film d'animazione della Dreamworks Trolls e Vaiana nel film della Disney Oceania.
Nella serata finale dell'Eurovision, dove canta per prima con la sua canzone What's the Pressure, si classifica al decimo posto della competizione.

## Discografia

### Album in studio
- 2019 – Limits

### Singoli
- 2015 – Funky Love
- 2016 – What's the Pressure
- 2017 – Higher
- 2017 – Set Them Free (con Piet van den Heuvel)
- 2017 – Beast
- 2018 – Mutual
- 2019 – Up
- 2019 – Limits
- 2019 – Press Pause
- 2020 – Hold On
- 2020 – Strangers (con Loïc Nottet feat. Alex Germys)